# Gelencsér János (népzenész)
Ifj. Gelencsér János (Salgótarján, 1992. április 2.– ) A Dobroda zenekar prímása, vezetője, az egri Farkas Ferenc Zeneiskola, illetve a Hórvölgye Alapfokú Művészeti Iskola népi hegedű-, nagybőgő- és cimbalomtanára.
Apja Gelencsér János festő.

## Tanulmányok
- 2016-2018 Liszt Ferenc Zeneművészeti Egyetem, népi cimbalom okleveles tanár
- 2014–2016 Liszt Ferenc Zeneművészeti Egyetem, népi vonós (hegedű) okleveles tanár
- 2010–2013 Liszt Ferenc Zeneművészeti Egyetem, népi vonós (hegedű) előadóművész
- 1999–2010 Váczi Gyula Alapfokú Művészetoktatási Intézmény, Salgótarján

## Zenekarok
- 2007– Dobroda zenekar (Salgótarján)
- 2011–2014 Zsikó Zoltán és Zenekara (Budapest)
- 2011–2012 Új zenekar (Budapest)
- 2010–2011 Rendes zenekar (Budapest)
- 2004–2007 Kabar zenekar (Kazár)
- 2003–2004 Pajkos zenekar (Mihálygerge)
- 2002–2010 Salgó zenekar (Salgótarján)

## Közreműködések
- 2021 Dobroda - Oktett
- 2021 Dobroda - DobRomán - Romániai lautár zene
- 2021 Heves banda - ÖrömÖt
- 2020 Dobroda zenekar - Ha bemegyek a Lehel szállodába... Népdalok a Jászságból[1]
- 2020 Dobroda zenekar - “Az ecsédi kislányoknak nincs párja...” Ecséd legszebb dalai
- 2020 Az egri vármegye... Jászsági muzsika néptánc oktatáshoz
- 2020 Táncház-Népzene 2020. Dobroda zenekar - Luc-menti tánczene (Vajola)
- 2020 Pósfa zenekar - Felvidékről szeretettel
- 2019 Táncház-Népzene 2019. Dobroda zenekar - Bukovinai muzsika
- 2018 Dobroda zenekar - Ötről a hatra
- 2017 Táncház-Népzene 2017. Dobroda zenekar – Nagydaróci muzsika (Nógrád)
- 2016 Dobroda zenekar – Matyóföld legszebb dalai
- 2016 Táncház-Népzene 2016. Dobroda zenekar – Mezőkölpényi tánczene
- 2015 Táncház-Népzene 2015; Dobroda zenekar – Rábaközi táncdallamok
- 2015 Dobroda zenekar – Dobroda 5 - Fülbevaló
- 2014 Dobroda Karácsony
- 2014 Dobroda zenekar – legújabb 4ma
- 2014 Új Élő Népzene 20.; Dobroda zenekar – Sallai verbunk, kanásztánc, csárdás és friss (Vág-Garam köze)
- 2014 Táncház – Népzene 2014; Dobroda zenekar – Sárosi szlovák táncdallamok (Raszlavica)
- 2013 Új Élő Népzene 19.; Dobroda zenekar – Magyarnemegyei lassú és sebes csárdás
- 2013 Táncház – Népzene 2013; Zsikó Zoltán és zenekara – Kállósemjéni pásztordalok
- 2013 Dobroda zenekar – Dobroda 3 – Mindenki örömére
- 2012 Új Élő Népzene 18.; Dobroda zenekar – Kalotaszegi csárdás és szapora
- 2012 Táncház – Népzene 2012; Zsikó Zoltán és zenekara – Hortobágyi pásztornóták
- 2011 Táncház – Népzene 2011; Dobroda zenekar – Kartali bukós és friss
- 2011 Dobroda zenekar – Dobroda 2 – Erre gyere rózsám
- 2009 Dobroda zenekar – Dobroda 1
- 2007 Kabar zenekar – Kabar-é

## Versenyek, díjak
- 2018 Balatonfüredi Anna-bál Prímásversenyének különdíjasa
- 2017 Junior Prima díjas Magyar Népművészet és Közművelődés kategóriában[2]
- 2016 Balatonfüredi Anna-bál Prímásversenyének különdíjasa[3]
- 2015 V. Kecskeméti prímásverseny – 3. helyezett
- 2014 Balatonfüredi Anna-bál Prímásversenyének IV. helyezettje
- 2014 Fölszállott a páva középdöntőse Zsikó Zoltán és zenekarával
- 2013 Junior Príma Primissima díj jelölt
- 2012 Fölszállott a páva elődöntőse a Sárarany zenekarral
- 2011 III. Kecskeméti prímásverseny – 3. helyezett
- 2010 Ifjú Művész Emlékplakett – Váczi Gyula Alapfokú Művészetoktatási Intézmény
- 2010 Nógrád Megyei Zeneiskolások Hegedű Szakos Növendékeinek Találkozója – Kiemelt nívódíj
- 2010 Váci Gyula Alapfokú Művészetoktatási Intézmény vonós tanszakának háziversenye – Kiemelt nívódíj
- 2009 Zene határok nélkül – 3. helyezett
- 2009 Sztárpalánta Tehetségkutató Verseny – Arany minősítés
- 2008 Bonyhádi Országos Népzenei Verseny – Kiemelt nívódíj
- 2006 Bonyhádi Országos Népzenei Verseny – Kiemelt nívódíj
- 2006 Országos Zeneiskolai Hegedű-duó verseny – Bronz minősítés
- 2005 Gödöllő, Országos Népzenei Verseny – Kiemelt nívódíj